# Хуайкхванг
Хуайкхванг (тайск. ห้วยขวาง)— один из 50 районов (кхетов) Бангкока. Он граничит с районами Бангкока Чатучак, Вангтхонгланг, Сатхон, Бангкапи, Суанлуанг, Ваттхана, Ратчатхеви и Диндэнг.

## История
Район №24, Хуайкхванг, площадью около 15 квадратных километров, был основан в 1973 году на территории, ранее входившей в состав района Пхаятхай. В 1978 году границы района были изменены. В 1982 году также произошли изменения границ района, площадь района стала более 22 квадратных километра. В 1993 году часть территории была отторгнута в пользу создаваемого нового района Диндэнг.
Название "Хуайкхванг" произошло от ห้วยน้ำขวาง, что буквально означает "водная преграда" ( ห้วย означает "русло, углубление",น้ำ - "вода", а ขวาง - "мешать, препятствовать"). Район расположен в низине, где в сезон дождей возникали многочисленные ручьи и пруды.
Сегодня этот район привлекает новое поколение китайцев, благодаря чему его называют "Новым Чайнатауном", в отличие от традиционного китайского квартала Бангкока Яоварат в районе Сампхантхавонг.

## Администрация
Район разделён на 3 подрайнона (кхвэнга).
| Номер | Название   | Тайское название | Население (чел.) | Здания и сооружения (шт.) | Площадь (км2) | Карта |
| ----- | ---------- | ---------------- | ---------------- | ------------------------- | ------------- | ----- |
| 1.    | Хуайкхванг | ห้วยขวาง          | 27 391           | 36 895                    | 5,342         | Map   |
| 2.    | Бангкапи   | บางกะปิ           | 19 712           | 30 737                    | 5,408         | Map   |
| 4.    | Самсеннок  | สามเสนนอก        | 36 655           | 25 481                    | 4,283         | Map   |
| Всего | Всего      | Всего            | 83 758 (2024г)   | 93 113 (2024г)            | 15,033        | Map   |

Номером 3 была обозначена территория, отданная округу Диндэнг для его формирования.

## Достопримечательности

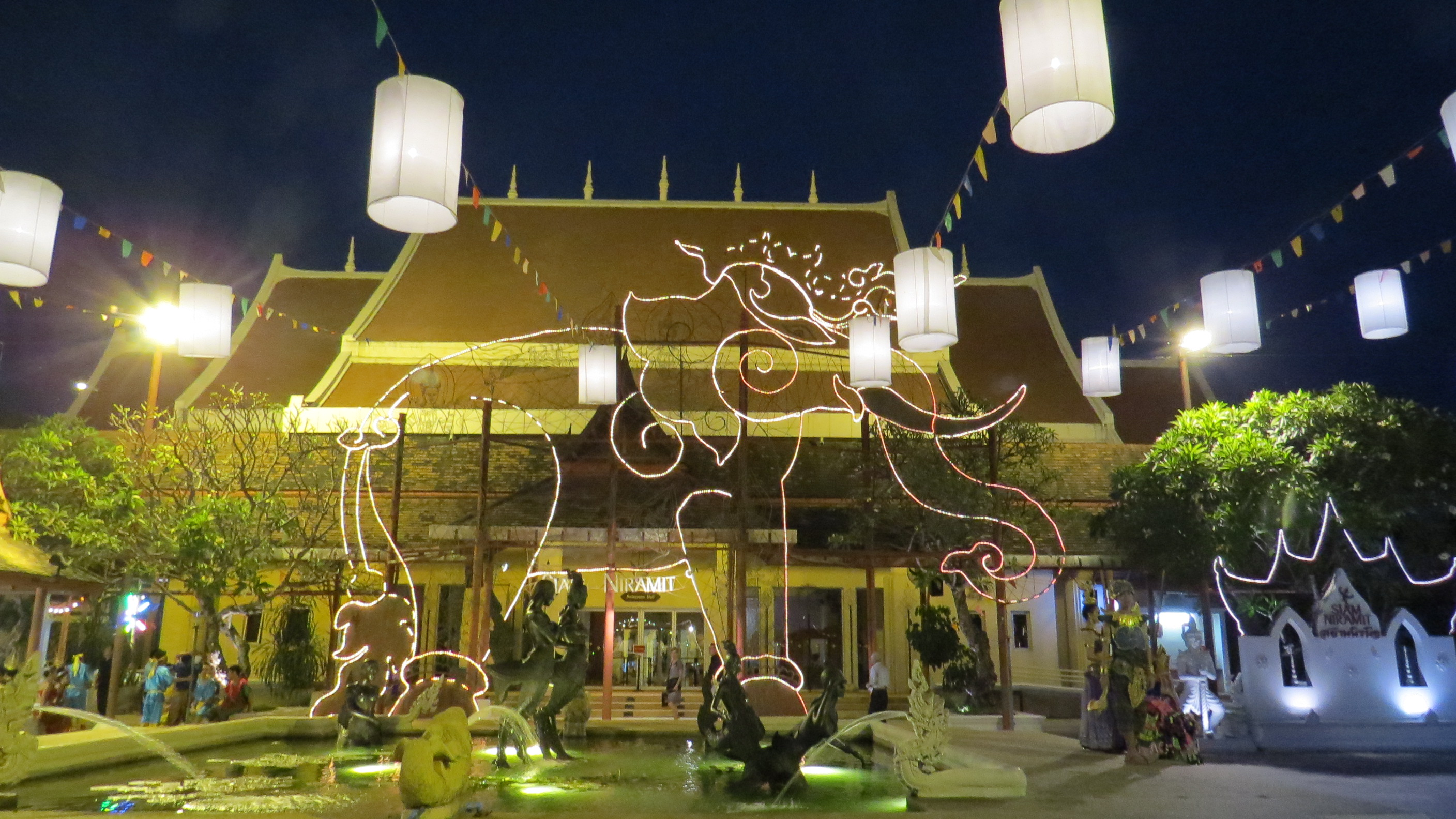
Siam Niramit

- Культурный центр Таиланда (тайск. ศูนย์วัฒนธรรมแห่งประเทศไทย) — сооружение, состоящее из двух залов и одной уличной сцены, используется для живых выступлений в течение года. Создано на грант Японии, открыто 9 октября 1987 года.

- Королевская городская авеню (RCA).

- Центральная площадь Гранд Рама IX — торговый центр.

- Большой театр Ратчада — место проведения шоу Siam Niramit.

## Транспорт

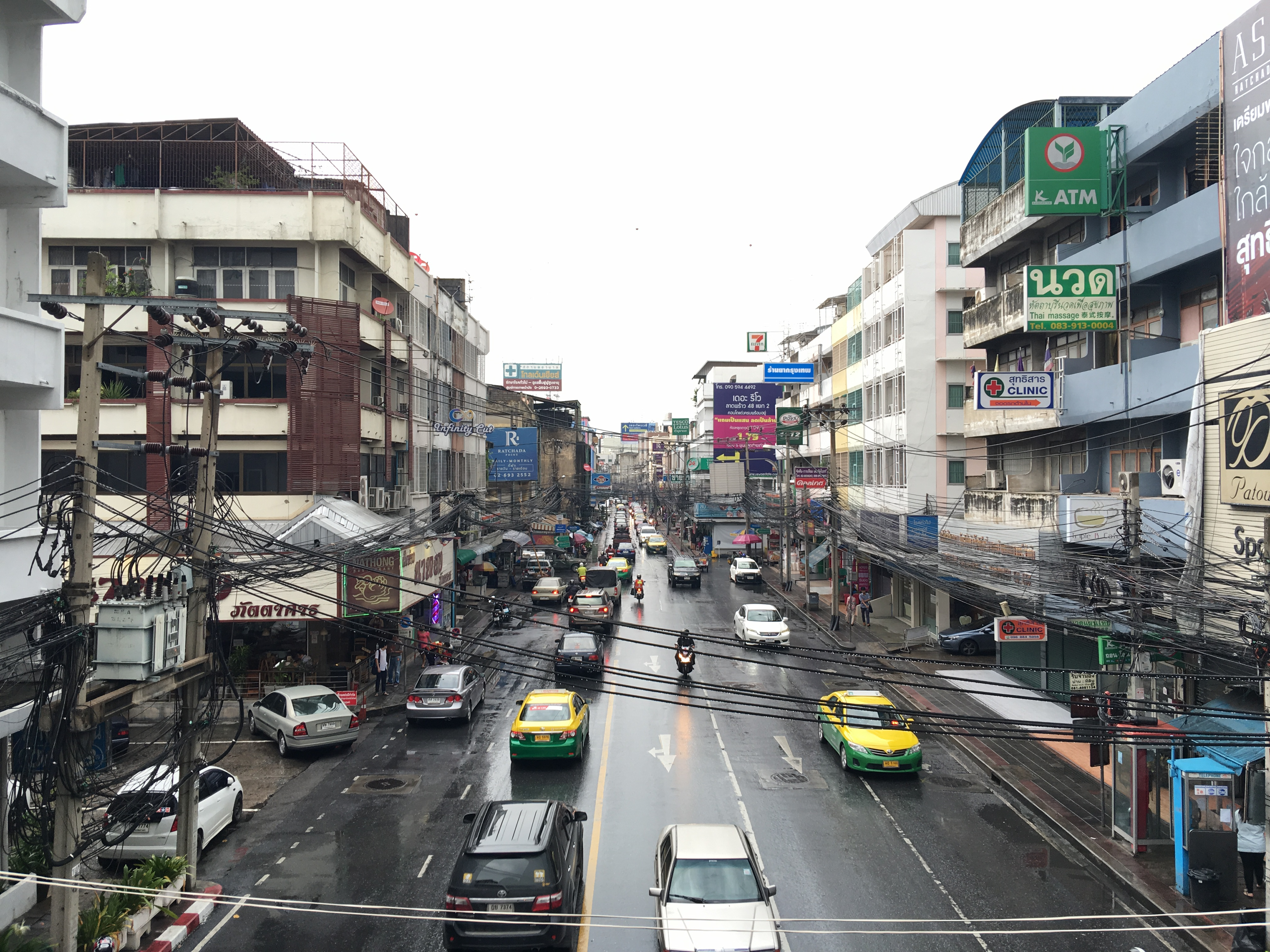
Около станции метро Суттисан

В районе работает система метро, проходящая в его западной части. Всего в Хуайкхванге есть 6 станций: Пхетчабури, Рпхарэм 9, Культурный Центр Таиланда, Хуайкхванг, Суттхисан и Ратчадапхисек. 

## Экономика
Nok Mini (ранее SGA Airlines) имеет свою штаб-квартиру в районе.
Авиакомпания Thai Sky Airlines ранее имела свою штаб-квартиру в комнате 708 на 7-м этаже башни Согласия в районе Хуайкхванг.

## Образование
В районе располагаются такие образовательные учреждения, как Школа Тайско-японской ассоциации, Международная школа KIS и Школа иностранных языков Modulo. Также имеется большое количество других образовательных учреждений. 